# Gavin Hamilton (cricket)
Gavin Mark Hamilton (sinh ngày 16 tháng 9 năm 1974 ở Broxburn, West Lothian, Scotland, Vương quốc Anh) là 1 all-round cricketer và chơi Test cho  đội tuyển Anh và cũng thi đấu One Day Internationals cho Scotland. Hamilton là đội trưởng của Scotland từ tháng 4 năm 2009 đến khi trao lại cho Ryan Watson. Hamilton giải nghệ vào mùa hè năm 2010.

## Liên kết khác
- Bản mẫu:Cricinfo
- Bản mẫu:Cricketarchive